# Dourdu (Laïta)
Le Dourdu, long de 10,2 km, est un affluent de la rive droite de la Laïta. Il prend sa source à Mellac, au nord-ouest du bourg, sur le plateau armoricain, à une altitude de seulement 89 mètres. Il traverse la ville de Quimperlé après avoir laissé sur sa gauche le bourg de Mellac et sur sa droite le manoir de Kernault. Il draine les eaux d'une bonne partie du territoire de la commune de Mellac. Sa pente moyenne est de 0,87 %. Il se jette dans la Laïta à 500 mètres en aval de la confluence de l'Ellé et de l'Isole.

## Nom
Le nom du cours d'eau, Dourdu, est un hydronyme très fréquent en Bretagne. Il associe les mots bretons dour = eau et du = noir et signifie donc eau noire. Froutmeur, était le nom porté par la rivière du Dourdu autrefois. Il associe les mots bretons frout = ruisseau et meur = grand et signifie donc grand ruisseau. Il a donné son nom à une rue de Quimperlé, aujourd'hui rue frémeur, ainsi qu'à l'ancien hôpital de la haute ville, aujourd'hui hôpital Frémeur.